# کاروانسرای وزیر
کاروانسرای وزیر در قزوین واقع شده و این اثر در تاریخ ۲۵ اسفند ۱۳۷۹ با شمارهٔ ثبت ۳۳۱۲ به‌عنوان یکی از آثار ملی ایران به ثبت رسیده‌است.